# 에비에역
에비에역(일본어: 海老江駅, えびええき)은 일본 오사카부 오사카시 후쿠시마구에 있는 서일본 여객철도(JR 서일본) JR 도자이 선의 철도역이다.

## 접속하는 철도 노선
다음의 역과 근접해있다.
- 한신 전기 철도 본선 - 노다 역
- 오사카 시영 지하철 (오사카 시 교통국) 센니치마에 선 노다한신 역 (S11)

## 역 구조
1면 2선의 섬식 승강장이 있는 지하역. 개찰구는 1개소만. 개찰구 바깥에 기타신치 방향으로 있는 연락통로에서, 지하철 센니치마에 선의 노다한신 역으로 넘어갈 수 있다. 또, 지상에의 입구는 노다한신 북교차점 부근과 노다 수도국앞 교차점 부근에 각각 존재하며, 한신 전기 철도 본선에 환승, 이용하려는 경우 노다한신 북교차점 부근 출입구 쪽이 편리하다.
ICOCA, J스루 카드 등을 이용할 수 있는 역이다 (상호 이용 가능 카드 포함).

### 승강장
↑ 아마가사키 방면
| １２ |
교바시 방면 ↓
| 1 | ■ JR 도자이 선 (하행) | 아마가사키·다카라즈카·산노미야 방면  |
| 2 | ■ JR 도자이 선 (상행) | 기타신치·교바시·시조나와테·나라 방면 |

## 역세권 정보 및 이용 상황
주변에는 한신 전기 철도의 본사나 JUSCO 노다한신 점, 야마다 전기 테크랜드 오사카 노다 점등이 위치하고 있다.
2006년도의 1일 평균 승차 인원 수는 약 10, 230명이다.

## 역사
- 1997년 3월 8일 - JR 도자이 선과 동시 개업.
  - 계획시의 가칭은 노다한신 역이었으며, 타사의 명칭이 역명에 들어갈 가능성이 있었지만, 결국 오사카 순환선의 역과 구분하기 위하여 에비에 역으로 선정하였다.

## 기타 사항
- '에비에'라는 역명은 1975년에 폐지된 한신 전기 철도 기타오사카 선에도 존재하였다. 또한 1980년에 폐지된 도야마 지방 철도 이미즈 선에도 존재했었다.
- 역 상징은 등나무이다.
- 1992년 4월 3일, 지반을 굴착하던 도중에 벽에서 물이 침수하여 민가 34호가 피해를 입었다[1]. 이 사고로 JR 도자이 선의 개업이 2년 지연되었다.

## 인접역 정보
| 서일본 여객철도 JR 도자이 선 | 서일본 여객철도 JR 도자이 선                            | 서일본 여객철도 JR 도자이 선      |
| ---------------------------- | ------------------------------------------------------- | --------------------------------- |
| 신후쿠시마 교바시·기즈 방면  | ● JR 도자이 선 ■ 쾌속, ■ 구간 쾌속, ■ 직통 쾌속, ■ 보통 | 미테지마 다카라즈카·산노미야 방면 |